# Vražda ze cti

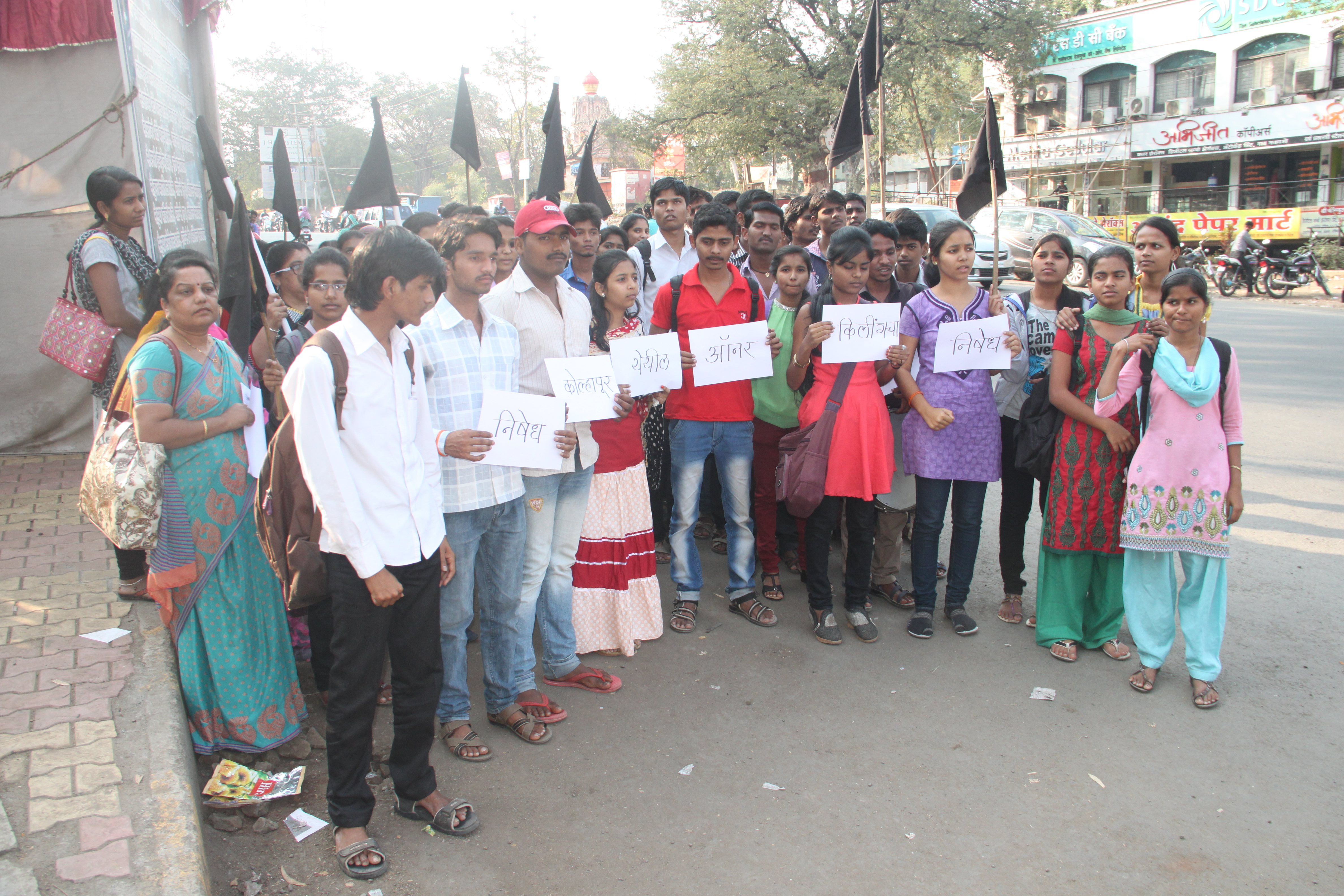
Agitace proti vraždám ze cti ve vesnici Aundh, distrikt Satara, stát Máharaštra, Indie.

Jako vražda ze cti se označuje záměrné usmrcení člena sociální skupiny (například rodiny, kmene či kasty), který svým jednáním poškodil podle názoru ostatních čest této skupiny. V dnešní době je vražda ze cti nejčastěji praktikována lidmi vyznávajícími hinduismus a islám. Na Západě jsou v současnosti případy vražd ze cti hlášeny především z USA, z Velké Británie a rovněž z Německa s početnou muslimskou menšinou, pocházející hlavně z Turecka.

## Situace ve světě

### Jižní Asie
Vražda ze cti dosahuje největších počtů zejména v oblasti Indie a Pákistánu, méně také v Bangladéši. Cílovou skupinou jsou zejména ženy, za což může zejména stále vládnoucí patriarchát a přetrvávající nucené svatby. Problémy se nevyhýbají ani ženám s postavením celebrity - příkladem může být případ herečky Afshan Azad z roku 2010, které bylo její rodinou vyhrožováno smrtí kvůli jejímu vztahu s mužem nehinduistického původu.

### Německo
V Německu zabíjení v mnoha případech vyvolalo a vyvolává debatu o tom, jak dalece se daří integrovat muslimy do německé společnosti. V některých případech mnoho politiků naznačuje neúspěch této snahy o začlenění komunity s jiným žebříčkem hodnot do německé společnosti. Turecká ženská organizace Papatja zaznamenala v Německu od roku 1996 40 případů vražd ze cti.

### Francie
Ve Francii situace nahrává s mnoha dalšími věcmi stranám s protiimigrační rétorikou jako je třeba Národní fronta. A je zde opět jedním z hnacích motorů diskuze o úspěšnosti začlenění do většinové společnosti.

## Právní stránka věci
Západní právo se na tento akt dívá jako na každou jinou vraždu, i se všemi právními důsledky z toho plynoucími. Podle islámského práva šaría je vražda ze cti také neodůvodnitelnou vraždou. V některých kulturách se jedná o místní zvyky (Albánie, Turecko) praktikovanými bez ohledu na názor islámského, nebo světského trestního práva.

## Příbuzné jevy
Kromě vraždy, tedy usmrcení (domněle) provinilého, se praktikují i jiné způsoby trestu, například oslepení či jiné zmrzačení.
Podobným typem vraždy je krevní msta, při níž příbuzní poškozeného pociťují čestný závazek odplatit újmu, která byla na jejich rodině či klanu spáchána jeho nečlenem. Krevní msta se ještě v 19. století běžně vyskytovala v Itálii jako takzvaná vendeta a byla spojena s vlivem klanů a klanovým společenským zřízením. V Itálii se tento způsob msty vykonával dlouho a dokonce se z části přenesl italskými přistěhovalci do USA, kde se projevoval v prvé polovině 20. století.